# Ульоа (комарка)
Ульоа (исп. Comarca de Ulloa,  галис. Ulloa)  — район (комарка) в Испании, входит в провинцию Луго в составе автономного сообщества Галисия.

## Муниципалитеты
1. Антас-де-Улья
2. Монтерросо (Луго)
3. Палас-де-Рей

1. ↑  https://www.ine.es/dynt3/inebase/index.htm?padre=525